# أنتوني ساندرز
أنتوني ساندرز (بالإنجليزية: Anthony Sanders)‏ هو لاعب كرة قاعدة أمريكي، ولد في 2 مارس 1974 في توسان في الولايات المتحدة.

## وصلات خارجية
- أنتوني ساندرز على موقع دوري كرة القاعدة الرئيسي (الإنجليزية)
- أنتوني ساندرز على موقع الدوري الياباني لكرة القاعدة (الإنجليزية)
- أنتوني ساندرز على موقعبيزبول رفرنس.كوم (الدوري الرئيسي) (الإنجليزية)
- أنتوني ساندرز على موقعبيزبول رفرنس.كوم (الدوري الثانوي) (الإنجليزية)
- أنتوني ساندرز على موقع إي إس بي إن.كوم (أم.أل.بي) (الإنجليزية)
- أنتوني ساندرز على موقع مشجعي الرسوم البيانية (الإنجليزية)
- أنتوني ساندرز على موقع أوليمبيديا (الإنجليزية)